# Bonsecours (Quebec)
Bonsecours es un municipio canadiense situado en la provincia de Quebec.

## Superficie
Bonsecours tiene una superficie de 60,36 km².

## Demografía
En 2021, tenía 650 habitantes, una densidad poblacional de 10,8 hab./km², y 326 viviendas.